# Monumento a la Virgen de la Paz
El Monumento a la Paz (también llamado popularmente Virgen de la Paz) es una escultura colosal conmemorativa a la paz, realizada en concreto, localizada a 11 kilómetros (6,8 mi) al suroeste de la ciudad de Trujillo, en Venezuela. Con 46,72 metros de altura, 16 metros de frente y 18 de lado en la base y unas 1200 toneladas, es la estatua más grande de América,  siendo más alta que la estatua del Cristo Redentor de Río de Janeiro en Brasil y la Estatua de La Libertad en Estados Unidos (sin su base). También es la estatua dedicada a la paz más alta del mundo.
El monumento se encuentra a una altitud de 1640 m s. n. m., en la llamada Peña de la Virgen—donde se dice que apareció la virgen en el año 1570—, por lo que con la altura de la obra misma, junto a la de su enclave de montañas y vegetación tropical, proporcionan una espectacular vista panorámica de la región. Fue inaugurada el 21 de diciembre de 1983 por el entonces presidente de Venezuela Luis Herrera Campíns, obra diseñada por el escultor Manuel de la Fuente Andrés. Consta de cinco miradores, desde donde se puede observar, en un día claro, casi la totalidad del Estado Trujillo, parte de la Sierra Nevada de Mérida y de la Costa Sur del Lago de Maracaibo.
Desde 1568 la virgen de Nuestra Señora de la Paz es la patrona espiritual de Trujillo y es patrona asimismo de la diócesis a partir de 1960. La paloma sostenida en su mano derecha simboliza el encargo de la presidencia de la República de Venezuela, de clamar por la paz de la tierra. El Monumento a la Paz, fue administrado durante años por una fundación privada, después de lo cual pasó a ser dirigido por la Gobernación del estado Trujillo. 
Muy a pesar de su colosal tamaño y la importancia de su simbología conmemorativa de la patrona del estado, el Monumento a la Paz es uno de los puntos del turismo contemporáneo menos visitados en Trujillo y el país. En Semana Santa de 2010 el gobierno de Trujillo reportó 11 000 visitantes al monumento a la Paz, mientras que el santuario de José Gregorio Hernández en el municipio Rafael Rangel, recibió cerca de 80 000 visitas y el tradicional vía crucis en la población de Tostós, fue visitado por un aproximado de 57 000 turistas.

## Historia
La zona de Trujillo ha sido relevante en las creencias místicas-cristianas de los habitantes de esas tierras en torno a la Virgen de la Paz desde tiempos de la colonia. La Virgen de la Paz es la patrona del estado Trujillo. La bandera del estado tiene un triángulo de color verde, en su centro una estrella blanca y dentro de la estrella la silueta de una paloma, símbolo de paz. Inclusive, los tres lados del triángulo sugieren una tríada de monumentos, dos de ellos religiosos:
1. El monumento nacional de la Entrevista de Bolívar y Morillo en Santa Ana, con motivo del Tratado de Armisticio y Regularización de la Guerra
2. La Iglesia Catedral del “Señor Santiago de Nuestra Señora de La Paz”, concluida en 1.662, y donde se venera la preciosa imagen de Nuestra Señora de La Paz del siglo XVII y que es blasón de la ciudad y del estado, y donde el 1 de marzo de 1821 el obispo Lasso de La Vega acogió al Libertador como Gobernante y lo confió a la divina providencia
3. El monumento a la Paz, viva súplica por la paz del mundo

### Virgen de la Paz
Los orígenes de la imagen de la Virgen de la Paz se remota probablemente al siglo VII, asociado con San Ildefonso de Toledo (606-667), un arzobispo de Toledo, España, destacado por su devoción a la Virgen María. La tradición relata que durante una noche de diciembre Ildefonso entró en la Catedral de Toledo, impresionado por una gran iluminación dentro del templo, a lo que reporta ver a la Virgen sentada en la silla del arzobispo, un acto que fue interpretado como aprobación a las enseñanzas de Ildefonso. San Ildefonso murió el 23 de enero, y el 24 de enero se ha dedicado a recordar el milagro. 
También se cuenta que en el año 1085, durante la invasión musulmana a España, hubo una batalla en la que se disputaba la Catedral de Santa María de Toledo. Los atacantes se habían asentado en España, y planeaban convertir la catedral en una mezquita, en cuestión de un año los jefes musulmanes cambiaron de parecer y retornaron el templo a los cristianos. El incidente se produjo durante la víspera del 24 de enero, y los seguidores de la Santa Virgen aseguran que tenía que ver con la Virgen de la Paz, quien milagrosamente había actuado para salvaguardar la fe cristiana.
La zona donde ahora está erigido el monumento a la Paz era habitada por una sociedad aborigen conocida como Eskuke, lugar donde se produjo una sublevación indígena dirigida por el Cacique Pitijoc, de la etnia cuicas—quienes, según la hipótesis Chibchano-Paezano, tenían una misma raíz que los Chibchas y Muiskas colombianos—en contra de los colonos venidos de España. Derrotados los indígenas se fundó la ciudad de Trujillo el 9 de octubre de 1557 y se instauró la fe de la Virgen de la Paz en sustitución de la diosa indígena Ikake.

### La leyenda

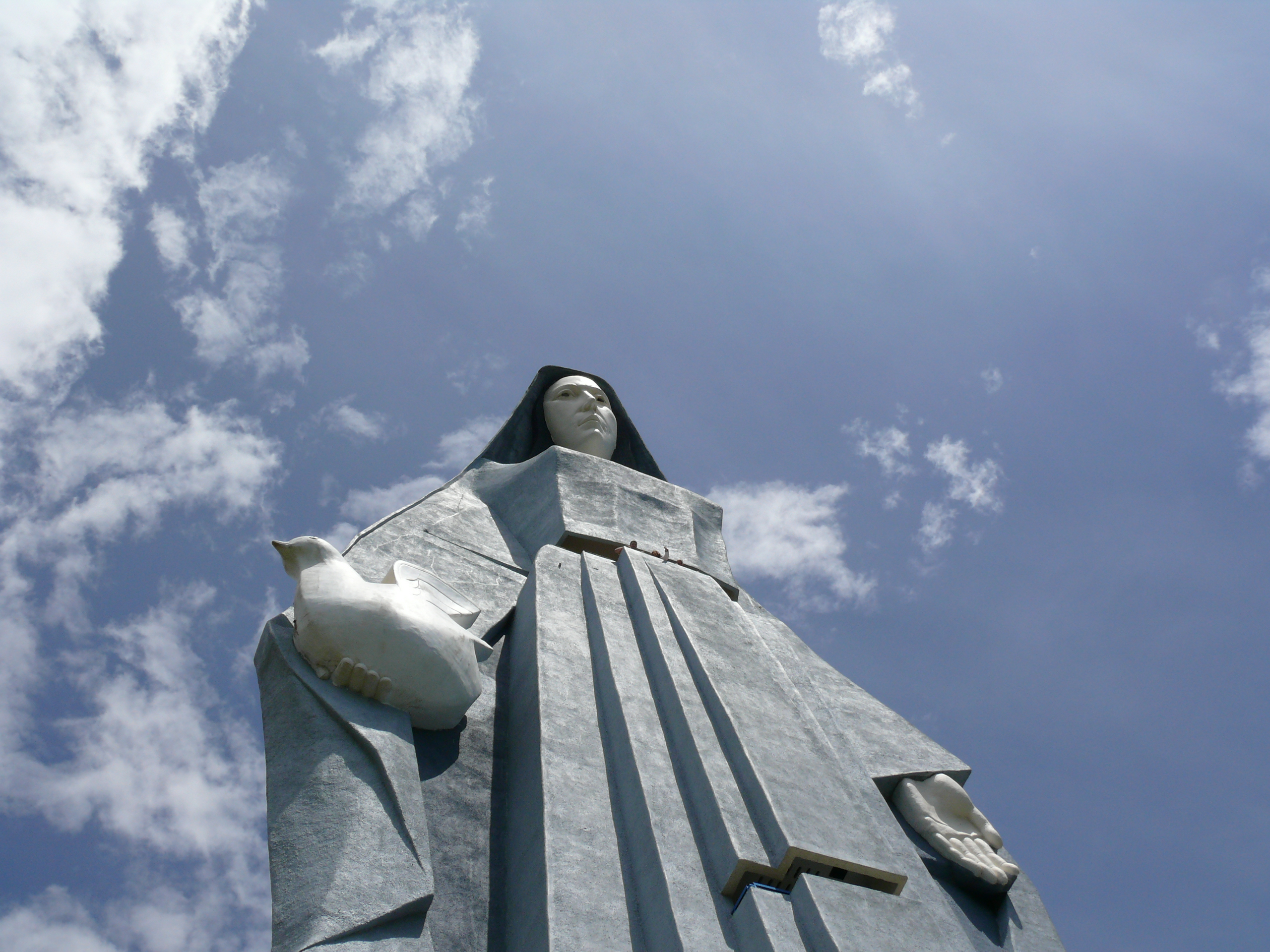
Monumento a la Virgen de la Paz.

El nombre del monumento, del lugar y de la Virgen hace referencia a la leyenda de su aparición. En el cerro llamado Peña de la Virgen, según cuenta la leyenda, fijada a finales de los años 1550, apareció la imagen de la Virgen María a varios vecinos del pueblo de Carmona. Con facciones muy originales y un gran ánimo de juventud, la joven aparecía caminando por las tardes a comprar velas para su lumbre, y fue en una pulpería donde unos hombres le preguntaron: ¿Por qué anda sola? y ella les respondería: «sola no, sino con Dios, el sol y las estrellas». Otra versión de la respuesta es: «hijos no se les olvide que ando con Dios, mi protector». Al seguirle los pasos, los vecinos observaron que se ocultó entre una roca y de inmediato comenzaron a observar algunos destellos en la peña y descubrirían entonces de que no era una joven mortal que vivía en la comunidad, sino que era la Bienaventurada Virgen María.
Tiempo después pensaron que el lugar donde se ocultó era la cabecera de tres ríos, los cuales ella contenía con su majestad, porque de lo contrario éstos se desbordarían para arrastrar a los moradores de la ciudad donde dicen que apareció la virgen en el año 1570 y fue inaugurada el 21 de diciembre de 1983.

### Monumento a la Paz
La edificación del monumento a la Paz surgió como idea de la entonces primera dama de Venezuela Betty Urdaneta de Herrera Campins, trujillana, y la Gobernadora de esa misma entidad Dora Maldonado de Falcón. La Virgen de la Paz es la patrona de la ciudad de Trujillo desde el siglo XVI.
El 21 de diciembre de 1983, año bicentenario del nacimiento de Simón Bolívar, se inauguró El Monumento a la Paz, cuya construcción duró 18 meses, con la bendición litúrgica del recién ordenado cardenal José Alí Lebrún Moratinos. La estatua muestra a la Virgen María con una túnica azul, obra realizada por el escultor Manuel de la Fuente y el ingeniero Rosendo Camargo y contó con la colaboración del presbítero Juan Francisco Hernández. El monumento está levantado sobre una estructura de acero, que constituye el esqueleto de la escultura vacía en concreto, tiene un peso de 1.200 toneladas repartidas en 46 metros de altura, de las cuales 8 toneladas es el peso tan sólo de la cabeza de la efigie. El costo de este monumento que rinde culto a la advocación de María fue de 9.000.000 de bolívares venezolanos.
A pesar de que el Papa Juan Pablo II nunca visitó Trujillo, la dedicación del monumento a la Paz contó con la presencia del embajador de Venezuela ante la Santa Sede, Luciano Noguera Mora y vino acompañada de un mensaje televisivo del Papa que se difundió a la comunidad católica venezolana.
En el discurso que pronunció el escritor trujillano Mario Briceño Perozo, durante la dedicatoria del monumento, al referirse a la tradición de subir hasta la Peña de la Virgen, dijo: 

“Los alrededores de la peña ofrecían una vegetación exuberante. Los cafetales empapados de rocío bajo la protección de los altos bucares coronados de púrpura silvestre. Y a ambos lados del sendero de musgo, los helechos, el estoraque y las pascuitas que bajarán a la ciudad a perfumar el pesebre casero.”
Citado en línea.

## Culto a la Virgen de la Paz
El monumento a la Paz, demuestra como el discurso arquitectónico es capaz de generar una sinergia discursiva entre la naturaleza-enunciado y el enunciado-religioso, capaz de llevar al observador a un estado especial de percepción de lo sagrado.
Las ferias patronales en honor a la Virgen de la Paz se celebran en Trujillo el 24 de enero, con frecuencia extendiéndose hasta el día 30 de enero. Durante las fiestas patronales el Monumento a la Paz es uno de los puntos de más actividades religiosas en el estado Trujillo, como misas y procesiones, así como ferias gastronómicas, culturales y recreativas; las cuales se extendieron a La Plazuela e Isnotú.
Decenas de feligreses también se dan cita en la Peña de la Virgen cada año para Semana Santa solo para orar en el adjunto centro de oración y recogimiento espiritual de la monumental estatua de la madre de Jesús y pedirle allí por el bienestar de familiares y amigos, pagar promesas, cantar salves o para darle gracias o retribuirle por algún favor recibido. La «Marcha de la Paz», que se realiza cada año durante Semana Santa, parte a primera hora de la mañana desde la sede del Seminario Católico de la ciudad de Trujillo y culmina con una misa en la capilla del monumento.

## Miradores

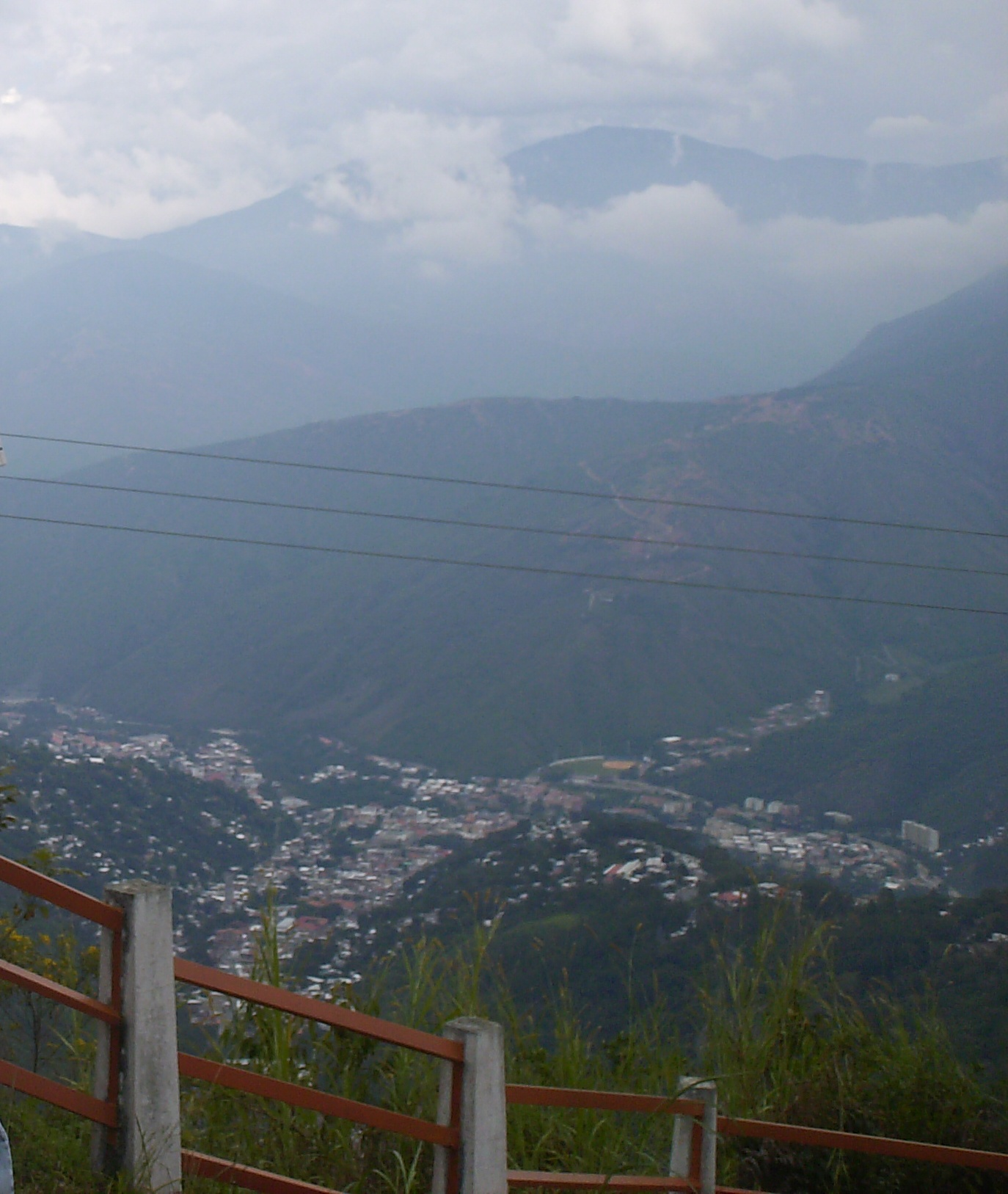
Vista del oeste de la ciudad de Trujillo desde la base del Monumento a la Virgen de la Paz, Cerro Peña de la Virgen.

El monumento cumple la función de un extraordinario mirador: ascendiendo por dentro de la estatua, mediante escaleras que rellenan todo el interior de la estatua, los visitantes pueden detenerse en cada uno de los cinco miradores: cuatro miradores que buscan los cuatro puntos cardinales, y un quinto a la altura de los ojos. Muchos visitantes prefieren permanecer en los primeros miradores y no ascender a los más altos, debido a la sensación de vértigo que produce la inusual altura.
Primer Mirador: está ubicado al nivel de la rodilla de la virgen, a 18 metros de la base, al que se asciende en elevador mecánico. Desde esta altura se pueden divisar la ciudad de Trujillo, capital del estado homónimo.
Segundo Mirador: ubicado en la mano izquierda de la estatua, 4 metros más arriba que el primer mirador, puede verse la ciudad de Trujillo y sus alrededores, incluyendo los Llanos de Monay, el embalse de Agua Viva, Betijoque, Motatán, los campos agrícolas del Municipio Pampanito e Isnotú—lugar de nacimiento de José Gregorio Hernández. Solo se asciende por escalones amplios.
Tercer Mirador: ubicado en la mano derecha de la estatua, a 26 metros. Se puede observar desde esta altura la Teta de Niquitao, que con 4.006 metros de altura es el punto más alto del Estado Trujillo.
Cuarto Mirador: ubicado al nivel de la cintura de la virgen, a 28 metros, al que también se sube en ascensor. Se divisa desde aquí La Ceiba, y la costa oriental del Lago de Maracaibo, las crestas de la Sierra Nevada de Mérida, varios páramos y la geografía trujillana hasta el Estado Lara.
Quinto Mirador: ubicado en los ojos de la virgen, a 44 metros, es desde aquí que se obtiene la vista más extensa e impresionante. Se sube siguiendo más de 200 escalones amplios.
Además de los miradores, el monumento consta de una capilla o centro de oración y recogimiento espiritual y un campanario que repica cada media hora. La cúpula de la capilla está decorada con un vitral en el centro del cual luce una paloma rodeada de colores luminosos que hacen alusión al esplendor espiritual del símbolo.

### Cueva de la Virgen
Bajando la montaña desde la base de la peña de la Virgen, por senderos no pavimentados a un costado del monumento, se llega a unas cuevas a donde se puede entrar, denominadas en conjunto «cueva de la Peña de la Virgen II». El folclore local reconoce que las cuevas se interconectan y que los indios del pasado las usaran no solo para sus ceremonias religiosas sino también para trasladarse a través del Estado. Otras cuevas y grutas a pocos kilómetros de radio en los alrededores de la ciudad de Trujillo incluyen las Cuevas de la Peña de la Virgen I, «cueva El Zamurito» y «cueva El Ronco». Sin embargo, los movimientos de las montañas andinas a través de los años han cerrado definitivamente los supuestos pasadizos. Los fieles de la Virgen visitan con frecuencia estas cuevas, a menudo en Procesiones Religiosas de Feligreses, y agradecen los favores de la Virgen colocando sus ofrendas y velas.
hay dos miradores por la parte posterior del monumento.

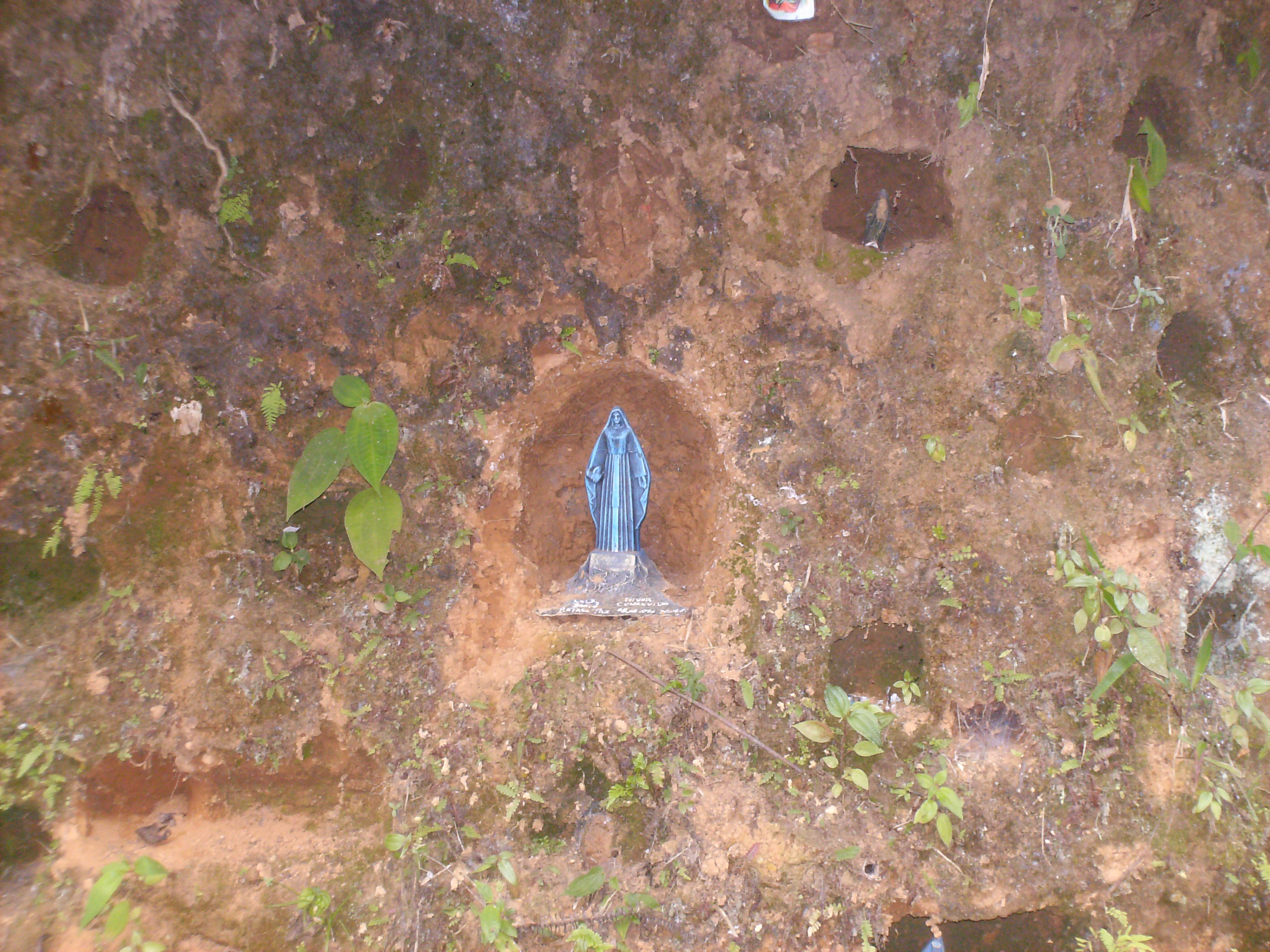
Estatuillas colocadas en la montaña en la orilla de la carretera que lleva al monumento a la Virgen de la Paz.

La virgen representa la paz

## Ubicación
La estatua se encuentra ubicada entre el Valle de los Cedros y el Zanjón de Los Mucas, a unos 565 km de Caracas. Desde Maracaibo, pasando por la ciudad de Valera, se llega al monumento a la Paz por la autopista Valera - Trujillo. Si se viene del norte, pasando por Pampán y Pampanito, para luego caer en la antedicha autopista. Si se viene de Boconó, se puede cortar camino por la vía que sale de Siquisay y que llega hasta La Plazuela. Todas las vías están muy bien asfaltadas, aunque en algunos tramos puede resultar bastante estrecha.
Desde el estacionamiento del monumento hasta la colina separa una corta caminata, acompañada de ventas de comidas y artesanía.